# Johann Ludwig Uhl
Johann Ludwig Uhl (auch Joannes Ludovicus Uhlius, Ludwig Uhl, Ludwig Uhle; * 10. Juli 1714 in Mainbernheim; † 16. November 1790 in Frankfurt an der Oder) war ein deutscher Jurist und Professor an der  Universität Frankfurt an der Oder.

## Leben
Johann Ludwig Uhl wurde 1714 in Mainbernheim geboren, das Teil der Markgrafschaft Brandenburg-Ansbach war. Die Familie war Teil der städtischen Oberschicht, der Vater Johann Andreas Uhl stand als Pfarrer der evangelisch-lutherischen Gemeinde des Ortes vor. Die ältere Literatur geht davon aus, dass Uhl in Crailsheim geboren wurde. Uhl besuchte zunächst das Gymnasium in Ansbach. Später die Universitäten in Jena, Halle und Göttingen, wobei er Seminare in Philosophie und Rechtswissenschaft belegte. Zu seinen Lehrern gehörte der Hallenser Johann Gottlieb Heineccius, für den Uhl auch arbeitete.
Nach dem Ende seines Studiums ging Uhl auf Empfehlung von Heineccius nach Hannover, wo er für den Staatsminister Philipp Adolph von Münchhausen ein Jahr lang arbeitete. Anschließend kehrte er nach Halle zurück, ging anschließend nach Berlin. Hier arbeitete er als Autor für die Berlin’sche Zeitung. Später wurde Uhl Hofmeister für die Familie des preußischen Generalfeldmarschalls Christoph Wilhelm von Kalckstein. Nach Abschluss seiner Tätigkeit wurde Johann Ludwig Uhl fast zwei Jahre lang von einer Krankheit heimgesucht, die weitere Anstellungen verhinderte.
Im Jahr 1743 sollte er Rechtslehrer am Gymnasium in Hamm werden, wobei Uhl die Stelle nie antrat. Gleichzeitig mit der Stelle in Hamm erhielt er das Angebot, eine Stelle als Rechtslehrer und Beisitzer an der Universität Frankfurt an der Oder zu übernehmen. In Frankfurt übernahm Uhl auch den Posten eines Hochschularchivars. Uhl schickte daraufhin seine älteren Arbeiten an die Universität Königsberg und promovierte dort in Abwesenheit zum Doktor beider Rechte. 1744 trat Uhl die Stelle in Frankfurt an. 
Im Jahr 1752 wurde Ludwig Uhl zum Professor für Rechtswissenschaft an die Universität Frankfurt ernannt. Als Rechtsprofessor war er nun bis zum Ende seines Lebens tätig. Uhl war zugleich Mitglied der lateinischen Gesellschaft in Jena und ab 1751 Hofrat in Ansbach. Uhl arbeitete vor allem an den Kommentaren von älteren, juristischen Werken und gab diese erläutert heraus. Johann Ludwig Uhl starb am 16. November 1790 in Frankfurt an der Oder.

## Schriften (Auswahl)
- mit Christoph Friedrich Sigel: Corpus juris cambialis. Leipzig 1768.
- Sylloge nova epistolarum varii argumenti (5 Bände). 1760–1769.
- Akademisches Handbuch zum Gebrauch der Rechtsbeflissenen. Frankfurt an der Oder 1778.